# ラップ・ドッグ

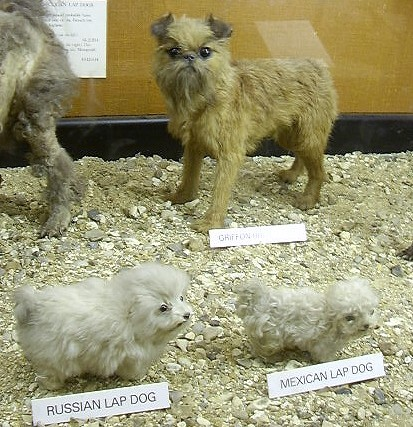
ウォルター・ロスチャイルド動物学博物館にある剥製標本。手前左がロシアン・ラップ・ドッグ、手前右がメキシカン・ラップ・ドッグ

ラップ・ドッグ（英: Lap Dog）は、イギリス原産の愛玩犬種のひとつである。
はじめは偽装犬種に過ぎなかったが、本物の犬種にしようと作出が試みられたことがあるため、実在の絶滅犬種としても捉えることができる。
なお、本来のLap Dog という英単語は愛玩犬種全体を指す言葉である。
ここではイギリスのウォルター・ロスチャイルド動物学博物館で展示された標本及びそのステータスと、再現しようとして作出が行われたものの両方を解説する。

## 展示標本のラップ・ドッグ
イギリスのウォルター・ロスチャイルド動物学博物館には、有名なラップ・ドッグの標本が現在でも保管されている。博物館の資料によると、ラップ・ドッグには綿花のようなふわふわした被毛を持つロシアン・ラップ・ドッグと、顔が平坦で巻き毛を持つメキシカン・ラップ・ドッグの2種類のタイプがあり、どちらも既に絶滅種であるという説明がなされていた。その標本はあまりにも小さく、19世紀ごろには成犬でもこんなに小さな犬種であるという誤認を招いた事があった。どちらも片手に乗るほど小さいが、特にメキシカン・ラップ・ドッグはゴールデンハムスターと同じくらいの大きさしかなく、実際にどこでブリーディングされ販売されているのかという問い合わせが相次いだ。
現在このラップ・ドッグたちはスピッツタイプの犬種の幼犬であると見られている。20世紀はじめにはさまざまな犬種に対する知識が広がり、異様な人気も収束した。

## ラップ・ドッグの「再作出」
ラップ・ドッグは上記にも述べたように、本当は犬種ではなかった。しかし、かつてそれを再現して正真正銘の犬種とするためのブリーディングが行われていた。それはトイ・プードルやポメラニアンなどの犬種を小型化してラップ・ドッグを再現するというものであったが、極端な小型化に伴って奇形や虚弱体質の仔犬が生まれる危険性が高まり、すぐにブリーディング計画は放棄されてしまった。
なお、この方法で作出されたラップ・ドッグは限りなく容姿が再現されていたと伝えられているが定かではない。
現在は犬の健康状態を良好に保つことができないため、作出が禁止されている。

## その他
ここで解説しているラップ・ドッグと、フィンランドのラップランド原産の犬種はまったく別の犬種である。